# 克拉维斯表演艺术中心
克拉维斯表演艺术中心（Kravis Center for the Performing Arts）是一个非营利性专业表演艺术中心，位于美国佛罗里达州西棕榈滩的市中心。

## 历史

### 1978-1992
1978年，Alexander W. Dreyfoos Jr.创建了棕榈滩县艺术委员会。